# Athletic Club 2012-2013
Questa voce raccoglie le informazioni riguardanti l'Athletic Club nelle competizioni ufficiali della stagione 2012-13.

## Stagione
Nella stagione 2012-2013, l'Athletic Club è arrivato al dodicesimo posto nella massima divisione spagnola. Nella Coppa del re e nella Europa League, competizioni di cui fu finalista la stagione 2011-2012, si è fermato rispettivamente nei sedicesimi di finale e nella fase a gironi.

## Divise
| Manica sinistra · Manica sinistra · Maglietta · Maglietta · Manica destra · Manica destra · Pantaloncini · Calzettoni · Calzettoni | Manica sinistra · Manica sinistra · Maglietta · Maglietta · Manica destra · Manica destra · Pantaloncini · Calzettoni · Calzettoni | Manica sinistra · Manica sinistra · Maglietta · Maglietta · Manica destra · Manica destra · Pantaloncini · Calzettoni · Calzettoni |

## Rosa
| N. |                      | Ruolo | Calciatore          |
| -- | -------------------- | ----- | ------------------- |
| 1  | Spagna (bandiera)    | P     | Gorka Iraizoz       |
| 2  | Spagna (bandiera)    | A     | Gaizka Toquero      |
| 3  | Spagna (bandiera)    | D     | Jon Aurtenetxe      |
| 4  | Francia (bandiera)   | D     | Aymeric Laporte     |
| 5  | Venezuela (bandiera) | D     | Fernando Amorebieta |
| 6  | Spagna (bandiera)    | D     | Mikel San José      |
| 8  | Spagna (bandiera)    | C     | Ander Iturraspe     |
| 9  | Spagna (bandiera)    | A     | Fernando Llorente   |
| 10 | Spagna (bandiera)    | A     | Óscar de Marcos     |
| 11 | Spagna (bandiera)    | A     | Ibai Gómez          |
| 13 | Spagna (bandiera)    | P     | Raúl Fernández      |
| 14 | Spagna (bandiera)    | C     | Markel Susaeta      |

| N. |                   | Ruolo | Calciatore                    |
| -- | ----------------- | ----- | ----------------------------- |
| 15 | Spagna (bandiera) | D     | Andoni Iraola (vice capitano) |
| 16 | Spagna (bandiera) | A     | Isma López                    |
| 17 | Spagna (bandiera) | C     | Iñigo Pérez                   |
| 18 | Spagna (bandiera) | C     | Carlos Gurpegi (capitano)     |
| 19 | Spagna (bandiera) | A     | Iker Muniain                  |
| 20 | Spagna (bandiera) | A     | Aritz Aduriz                  |
| 21 | Spagna (bandiera) | C     | Ander Herrera                 |
| 22 | Spagna (bandiera) | D     | Xabier Castillo               |
| 23 | Spagna (bandiera) | D     | Borja Ekiza                   |
| 26 | Spagna (bandiera) | C     | Igor Martínez                 |
| 27 | Spagna (bandiera) | C     | Iñigo Ruiz de Galarreta       |
| 28 | Spagna (bandiera) | D     | Jonás Ramalho                 |